# Broni
Broni (latinsky Camillomagus nebo Breonis ) je italská obec v provincii Pavia v oblasti Lombardie.
Žije zde přibližně 9 600 obyvatel.

## Historie
Počátky osídlení jsou doloženy v době římské, kdy se sídlení lokalita nazývala Camillomagus (Comillomagus, Cameliomagus). Roku 1249 zde zemřel Kontard z Este, později uctívaný jako světec. 